# セザル・ボノーニ
セザル・ボノーニ（Cezar Bononi）は、ブラジルのプロレスラー。サンパウロ州出身。WWEの傘下団体であるNXTに所属していた。

## 来歴

### キャリア初期
2004年、プロレスラーデビューを果たす。
2015年7月19日、サンパウロ州を拠点とするBWF（Brazilian Wrestling Federation）のAnime Friends 2015にてBWFレイ・ドゥ・リング王座を保持するソニコに挑戦。勝利してベルトを奪取した。

### WWE
2015年6月26日、アメリカのメジャープロレス団体であるWWEとディベロップメント契約を交わし入団。トレーニング施設であるWWEパフォーマンスセンターにてプロレスの基礎を学ぶ。
2016年2月6日、傘下団体であるNXTのNXT Liveにてデビュー。ケネス・クロフォードと組んでキング・コンスタンティン & トーマス・キングドンと対戦するが敗戦した。
2017年5月10日、NXTにて初登場。アリスター・ブラックと対戦。最後にブラック・マスを決められ敗戦。
2020年4月17日、WWEからリリースされた。

## 獲得タイトル
BWF
- BWFレイ・ドゥ・リング王座 : 1回